# Borgloon
Borgloon (franceză Looz) este un oraș din regiunea Flandra din Belgia. Comuna este formată din localitățile Borgloon, Bommershoven, Broekom, Gors-Opleeuw, Gotem, Groot-Loon, Hendrieken, Hoepertingen, Jesseren, Kerniel, Kuttekoven, Rijkel și Voort. Suprafața totală este de 51,12 km². La 1 ianuarie 2008 comuna avea o populație totală de 10.339 locuitori. 
1. ↑  Crossroad Bank of Enterprises, accesat în 30 iulie 2023